# Burt Sigurdson
Burt Sigurdson is een personage in de Amerikaanse televisieserie That '70s Show van Fox Networks, gespeeld door Tom Poston. Hij is de vader van Kitty Forman.

## Verschijning
Burt is een vriendelijke oude man, die alcoholist is. Hij is te zien in enkele afleveringen van seizoen 5. Meestal probeert hij zijn vrouw te ontlopen, want zij moppert alleen maar op hem. Hij heeft een struisvogelboerderij gekocht, maar hij wist niet dat zijn buren een coyoteboerderij hadden. Hij heeft zijn huis moeten verkopen. Bea en Burt kwamen tijdelijk bij de familie Forman. In de aflevering Your Time is Gonna Come krijgt hij een dodelijk ongeluk en sterft hij in het ziekenhuis.